# Rebrovo
Rebrovo est un village de l'ouest de la Bulgarie. Il est situé dans la municipalité de Svogué (région de Sofia).
Le village de Rebrovo est situé à 31 km au nord du centre de Sofia, dans la gorge que la rivière Iskar a creusé à travers la chaîne du Grand Balkan. C'est un lieu où les habitants de l'ouest et du nord de Sofia viennent se promener dans la nature et respirer un air pur.
Le village date du XXe siècle. Selon l'histoire d'Ivan Vazov Nuit dans un château magique, écrite en 1894, à l'endroit où se trouve Rébrovo n'existait qu'une auberge.

## Galerie

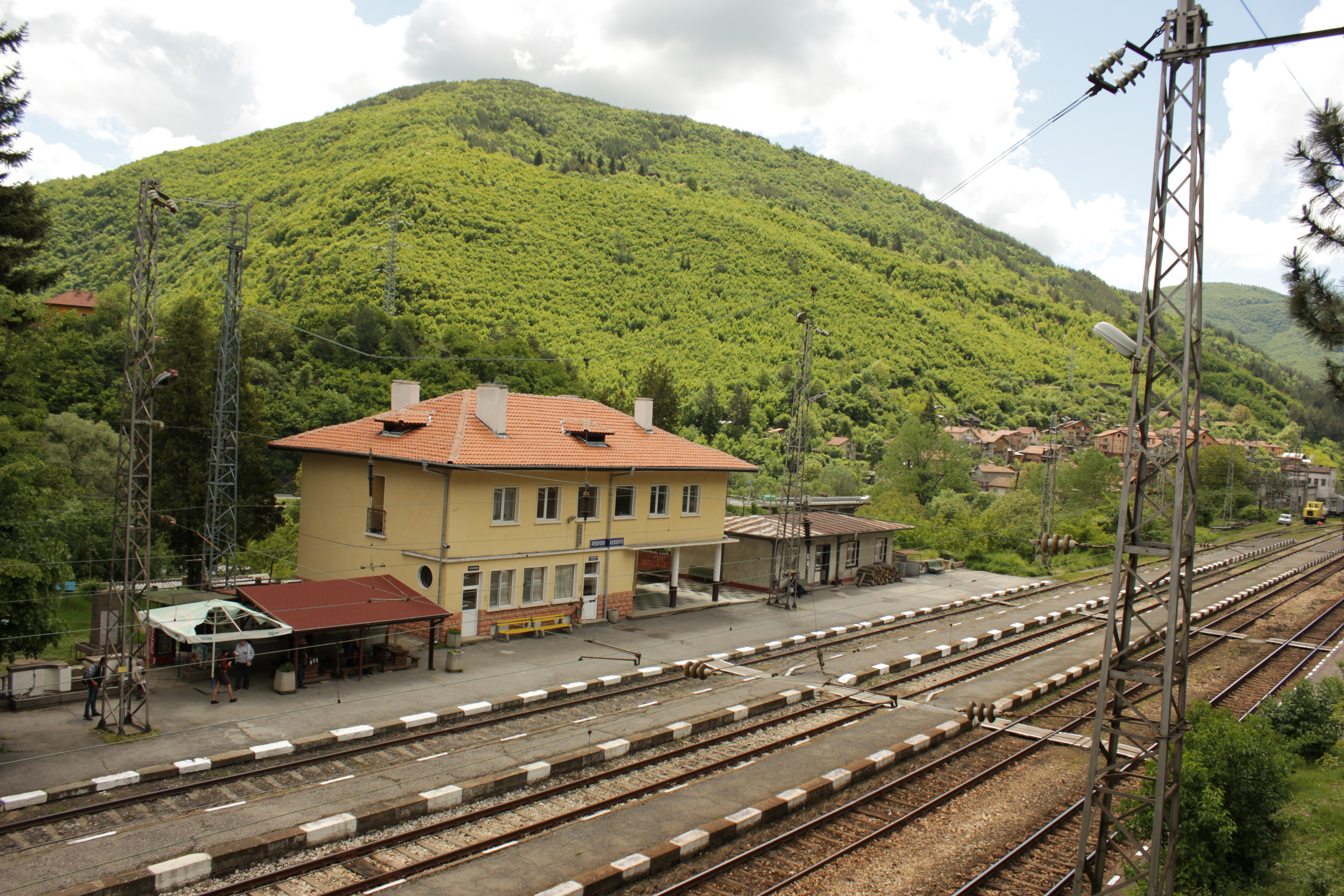
La gare de Rébrovo